# Pueblo Viejo (Repubblica Dominicana)
Pueblo Viejo è un comune della Repubblica Dominicana di 10.835 abitanti, situato nella Provincia di Azua. Comprende, oltre al capoluogo, un distretto municipale: El Rosario.